# Madlabium
Madlabium là một chi thực vật có hoa trong họ Hoa môi (Lamiaceae).

## Loài
Chi Madlabium gồm các loài: